# Adolf Hoffmeister

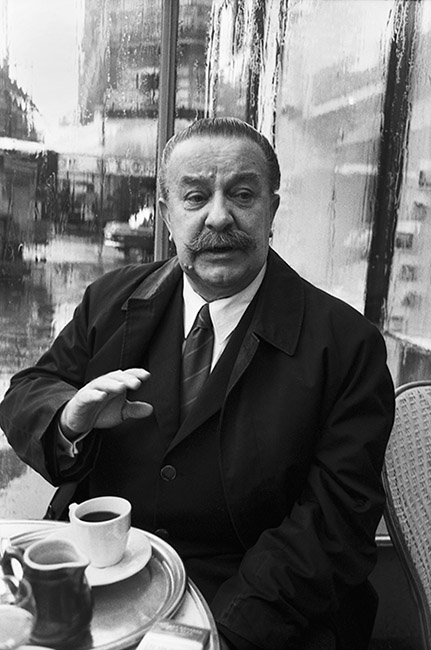
Adolf Hoffmeister, Paris 1969

Adolf Hoffmeister (* 15. August 1902 in Prag, Österreich-Ungarn; † 24. Juli 1973 in Říčky u Brna) war ein tschechischer Maler, Karikaturist, Illustrator, Bühnenbildner, Schriftsteller, Dramaturg, Übersetzer, Journalist, Radiokommentator, Kunstprofessor, Kunstkritiker, Politiker, Diplomat, Kulturfunktionär und ein weltgewandter Reisender.

## Leben
Adolf Hoffmeister wurde am 15. August 1902 in Prag als Sohn einer wohlhabenden Prager Familie geboren, die noch heute das Luxushotel Hoffmeister auf der Prager Kleinseite besitzt. Er wird beschrieben als eleganter Weltenbummler und Kunstfreund, Liebhaber guter Speisen und edler Weine, der besonders eng verbunden war mit der magischen Anziehungskraft seiner Heimatstadt Prag. Aufgrund seiner vielfältigen Aktivitäten kann er kaum eindeutig in eine der Kunstrichtungen seines Landes eingeordnet werden. Pablo Neruda nannte ihn einen der „großen wachsamen Europäer“, Louis Aragon „einen der größten Karikaturisten unserer Zeit“.
Was ihn sein ganzes Lebens aber begleitete, war seine links-intellektuelle Geisteshaltung, die viele aus seiner Generation des Ersten Weltkrieges prägte. Im Oktober 1920 war er der jüngste einer Reihe tschechischer Intellektueller – unter ihnen beispielsweise der Schriftsteller und spätere Literatur-Nobelpreisträger von 1984 Jaroslav Seifert –, die die links-intellektuelle Künstlervereinigung Devětsil (Pestwurz, Neunkräfte) gründeten. Hoffmeister war auch der erste Sekretär der Gruppe. Devětsil versuchte, vorhandene Werte neu zu beurteilen und eine Rückkehr zu Einfachheit und Tradition zu finden. Bald jedoch wurden Hoffmeisters Verbindungen zu dieser Gruppe lockerer, und er begann zu reisen, um die Kultur anderer Nationen aus erster Hand zu studieren. Dabei schrieb er Artikel für Prager Zeitschriften und Magazine. Aus dieser Zeit stammen auch viele Porträts und Karikaturen seiner Künstlerkollegen, die ihm für seine Kulturberichte und Interviews zur Verfügung standen, fügte er doch allen seinen Beiträgen in der Regel auch eine Karikatur bei. Eine der sicher interessantesten ist das auf Briefmarke abgebildete Porträt Franz Kafkas, mit dem er eng befreundet war. Aber auch andere Persönlichkeiten des öffentlichen Lebens wurden von ihm porträtiert sowie vor allem Künstlerkollegen. In der zweiten Hälfte der 1920er Jahre war Hoffmeister Teilnehmer an den Treffen der informellen Stammtischgruppe Prager Intellektueller Pátečníci.
Nachdem in den 30er Jahren in Deutschland die satirische Zeitschrift Simplicissimus durch die Nazis gleichgeschaltet worden war, gründete Hoffmeister in Prag den antifaschistischen Simplicus, später Simpl genannt. Nach der Besetzung der Tschechoslowakei floh er 1939 nach Frankreich, wurde aber auch dort für sieben Monate inhaftiert. Er entkam und floh weiter über Portugal und Marokko in die Vereinigten Staaten. Dort leitete er das tschechische Exilradio für die Tschechen in der Heimat.
Paradoxerweise erreichte er gerade in der Zeit seines Exils durch die Kinderoper Brundibár besondere Berühmtheit. Von ihm stammt die Geschichte über die Kinder Aninka und Pepíček, die den bösen Leierkastenmann Brundibár besiegen, die Grundlage für sein deutsches Opernlibretto war. Im Jahr 1943 wurde diese Kinderoper mit der Musik des tschechischen Juden Hans Krása mehrfach durch die Kinder des KZ Theresienstadt aufgeführt. Sie wurde erst in den letzten Jahren neu entdeckt und vor allem in Deutschland wieder zur Aufführung gebracht.

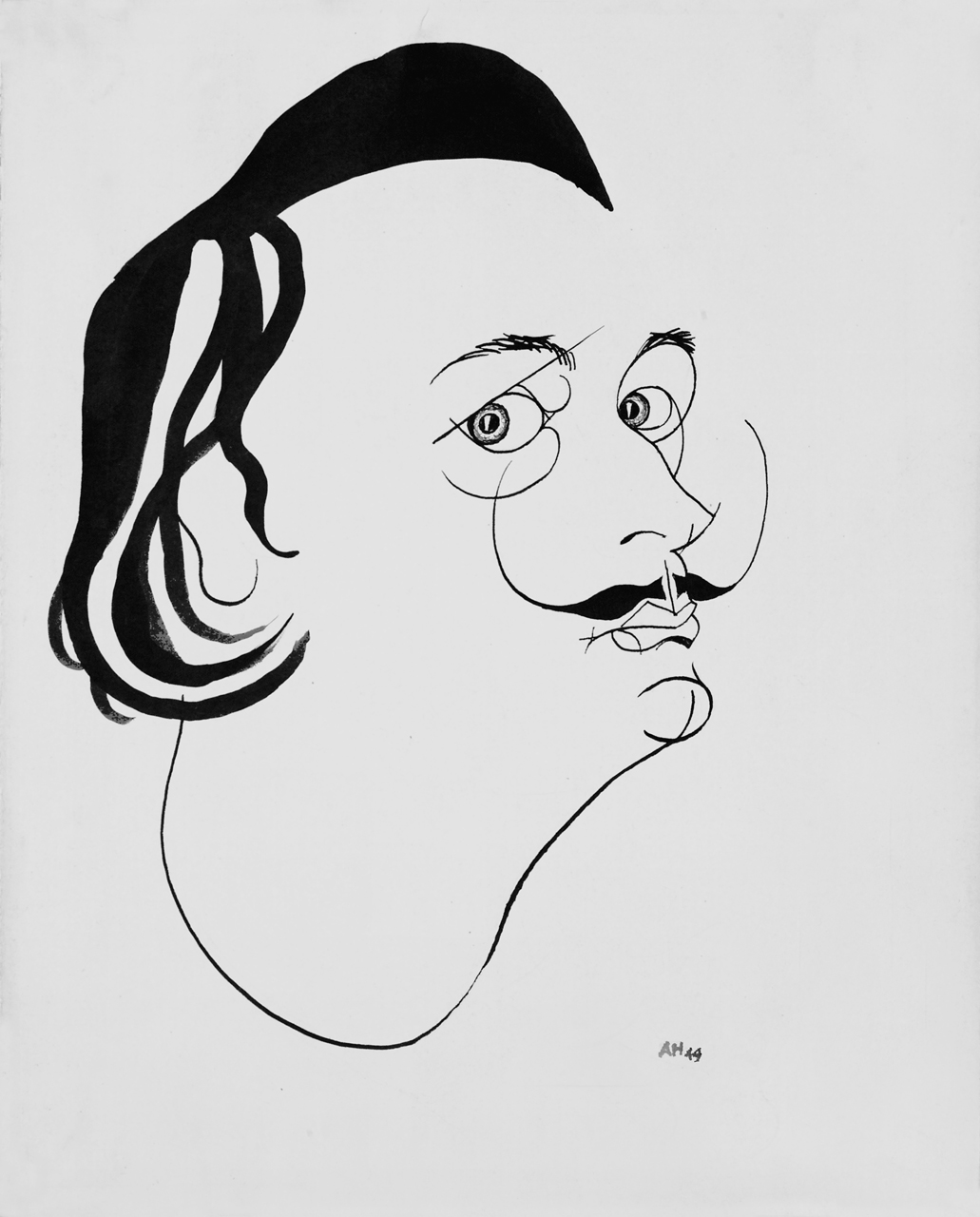
Karikatur Salvador Dalís von Adolf Hoffmeister, 1949

Nach der Rückkehr in seine Heimat wurde er für sein Land Generaldirektor für kulturelle Beziehungen und nahm in dieser Funktion an vielen Aktivitäten der UNESCO teil. Im Februar 1948 begrüßte er als überzeugter Linksintellektueller den kommunistischen Putsch und wurde Botschafter seines Landes in Frankreich. Im Laufe der immer stärker werdenden Stalinisierung musste er aber seine Funktionen wieder aufgeben und blieb nur noch Professor an der Prager Akademie für angewandte Kunst, wo er ein spezielles Institut für Kinderbuchillustrationen und Zeichentrickfilme unterhielt, das in enger Beziehung zur Zeichentrickfirma von Jiří Trnka stand. Hier war er unter anderem Co-Autor des Drehbuchs der Jean-Effel-Verfilmung Die Erschaffung der Welt (Stvorení sveta, 1958).

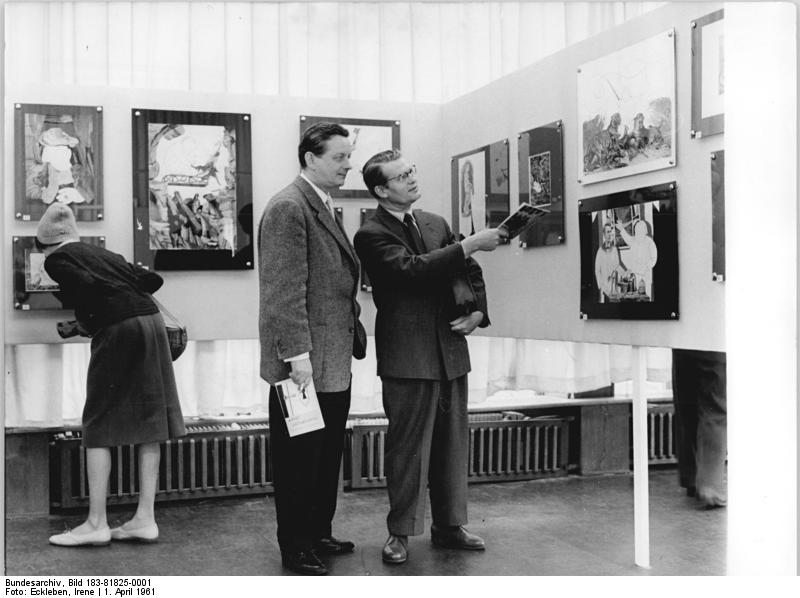
Ausstellung von Bildern Adolf Hoffmeisters 1961 in Berlin

Längere Zeit war Hoffmeister in den 1960er Jahren Vorsitzender der Kunstkommission (Komise pro posuzování ideové a umělecké hodnoty návrhů československých poštovních známek, Kommission für die Begutachtung des ideellen und künstlerischen Wertes der Entwürfe der tschechoslowakischen Briefmarken), die für die Planung und die Auswahl der Briefmarkenausgaben der Tschechoslowakei verantwortlich war. Auf diese Weise übte er maßgeblich Einfluss auf die Entwicklung und den hohen künstlerischen Standard der Briefmarken in der Tschechoslowakei aus. In dieser Zeit stellte er auch in den Jahren 1968 und 1969 insgesamt 13 seiner Künstlerkarikaturen für eine Veröffentlichung auf Briefmarken zur Verfügung. Neben den Porträts von Karel Čapek und Franz Kafka findet man u. a. auf diesen Briefmarken Ernest Hemingway, Pablo Picasso, Charlie Chaplin und Henri Matisse. Enge Freundschaft unterhielt er auch zu Jan Werich, einem der Protagonisten des sogenannten „Befreiten Theaters“, dem im Jahr 1995 drei Briefmarken und ein Block der Tschechischen Republik mit Hoffmeister-Karikaturen gewidmet waren.
Nach der Niederschlagung des Prager Frühlings, in dem er eine neue Chance sah, seine idealistischen Vorstellungen zu verwirklichen, verließ er für zwei Jahre wieder einmal seine Heimat und war Professor an der Université de Vincennes (Universität Paris VIII Saint-Denis), kehrte aber 1970 wieder nach Prag zurück. 1970–1972 war er wieder tätig als Professor an der Akademie für Kunst, Architektur und Design Prag. Im Normalisationsjahr 1972 wurde er zur Unperson und als „Salon-Kommunist“ abqualifiziert. Adolf Hoffmeister starb in innerer Emigration am 24. Juli 1973 in Říčky.

## Werke (ausgewählte deutschsprachige Ausgaben)
- 1960: Made in Japan. Artia-Verlag Prag (Erstausgabe 1958 im Verlag Československý Spisovatel, Prag)
- 1986: Schiff des Kolumbus. Karikaturen, Collagen, Illustrationen. Eulenspiegel

## Einzelausstellungen in Deutschland (Auswahl)
- 1961 Berlin (Haus der tschechoslowakischen Kultur; Eröffnung durch John Heartfield)[2]